# Paralepas laxus
Paralepas laxus is een rankpootkreeftensoort uit de familie van de Heteralepadidae. De wetenschappelijke naam van de soort is voor het eerst geldig gepubliceerd in 2009 door Chan.